# بطولة تونس لألعاب القوى
بطولة تونس لألعاب القوى (بالفرنسية: Championnats de Tunisie d'athlétisme)‏ هي بطولة تونسية في رياضات ألعاب القوى، وتنظم سنويا. كل المنافسات تنظم في هذه البطولة، إضافة إلى أن الفئات العمرية متباينة.

## مقالات ذات صلة
- ألعاب القوى
- الجامعة التونسية لألعاب القوى